# Coulson Kernahan
Coulson Kernahan (Ilfracombe, 1º agosto 1858 – Fairlight, 17 febbraio 1943) è stato uno scrittore e poeta inglese.

## Biografia
Dopo aver frequentato una scuola privata come voluto dal padre contribuì con il suo talento a diversi periodici dell'epoca, i suoi scritti vennero tradotti in molte lingue: francese, tedesco, ungherese e cinese. Diventato amico di Hall Caine i due duscussero, fra le altre cose, della condanna di Oscar Wilde: un atto criminale contro la letteratura. Nel 1911 si trasferì con la moglie in una casa chiamata Frognal sita in Fairlight, vicino a Hastings. Era un amante dei cani, e scrisse due opere inerenti alla sua cinofilia: Bow-Wow Book of Dog Love (1912) e A Dog and his Master (1932).

## Opere
Scrisse tantissime opere, fra cui:
- A Dead Man's Diary (1890)
- A Book of Strange Sins (1893)
- The Child, the Wise Man, and the Devil (1896)
- Scoundrels and Co. (1899)
- A World without a Child (1905)
- The Dumpling (1906)
- The Duel (1906)